# Махаріші Махеш Йогі
Махаріші Махеш Йогі, відоміший як «Махаріші»; (12 січня 1918, Індія — 5 лютого 2008, Флодроп, Нідерланди) — засновник трансцендентальної медитації та програми ТМ-Сідхи.
Махаріші означає Великий Ріші, Маха означає великий, Ріші — провидець.
Ріші бачить істину, Махаріші оживляє істину в житті кожного.

## Біографія
Махаріши у 1957 р. представив ТМ «Фестивалю наприкінці духовних світил». Спочатку Махаріші Махеш Йогі поширював ТМ через організацію, звану «Рух духовного відродження» («Spiritual Regeneration Movement»). У 1960-х великий внесок у поширення ТМ США внесло рух хіпі. На початку 1970-х Махаріш запустив «Світовий план» з розповсюдження ТМ. Світовий план передбачав створення одного навчального центру ТМ на кожен мільйон населення нашої планети. Безліч подібних центрів тоді було створено, однак не всі продовжили функціонувати до XXI століття. Росії масове захоплення медитацією і, зокрема, трансцендентальною медитацією, відноситься до кінця 1980-х — початку 1990-х років. До початку XXI століття у світі налічувалося п'ять мільйонів людей, які офіційно вивчили техніку ТМ у навчальних центрах.
На початку життєвого шляху Махаріші вивчав фізику і хімію в університеті Аллахабада. Крім навчання він дуже цікавився духовними вчителями і почувши, що Брахаманда Сарасваті знаходиться в Аллахабаді, прийшов у будинок, де зупинився вчитель — Гуру Дев Брахаманда Сарасваті. Відвідавши його кілька разів, Махаріші вирішив стати його наступником. Гуру Дев погодився при одній умові, що той спочатку закінчить навчання. Махаріші закінчив університет, а потім провів двадцять років навчаючись і працюючи з Гуру Девом Брахаманда Сарасваті.
За цей час Махаріші став найближчим учнем Гуру Діва і успадкував мудрість і знання його вчення. В 1953 році, після дванадцяти років служіння у Гуру Дева, Махаріши пішов до печери «Долини Святих» в Уттаркаши, Гімалаї. У той час у нього не було якихось особливих планів. Він просто хотів побути на самоті та спокої. Але після двох років самотності, у 1955 році, він відчув заклик повернутися в світ. Відлюдники намагалися переконати його. На їх думку, навколишній світ був щось брудним, і просветленному людині не мало сенсу стикатися з ним.
Але бажання Махаріші зростали, і він остаточно залишив спокій і самоту своєї гірської печери і попрямував на південь Індії. Перше місце, куди прибув Махаріші, після того як покинув Гімалаї, був штат Керала на півдні Індії. Він спеціально не готувався до виступу там, він просто був покликаний відвідати це місце. Через кілька днів після приїзду до нього підійшов чоловік, який дізнався в ньому ченця з Півночі і запропонував прочитати тижневий цикл лекцій. Махаріші погодився.
Інтерес вже до першим його лекцій був настільки великий, що до сьомої лекції зал був переповнений. Його відразу запросили прочитати лекції в інших містах і, врешті-решт, він провів шість місяців, читаючи лекції і навчаючи ТМ у всьому штаті.
У результаті була опублікована його перша книга «Світло маяка Гімалаїв». У книзі робиться спроба у стислій формі показати, як через Трансцендентальну Медитацію Махаріші відроджує істинний сенс Ведичних священних текстів.
Покинувши Кералу, 2 роки він подорожував усією Індією, знайомлячи людей з ТМ. Махаріші і техніка ТМ швидко отримали визнання серед людей, що надихнуло їх звернутися до Махаріші з проханням створити всесвітній рух духовного відродження. І в 1958 це Рух було організовано, що заклало міцний фундамент для подальшого поширення ведичних знань.
У 1958 році попрямував на Схід, відвідав Сінгапур і Гаваї, і на початку 1959 року приїхав до Каліфорнії. Там він провів кілька місяців, навчаючи ТМ, і організував постійно діючий центр Руху, потім поїхав у Нью-Йорк, і звідти в Європу.
До кінця року виявилося, що багато людей зацікавилися ТМ. Махаріші зрозумів, що надалі не зможе один навчити ТМ всіх охочих і він вирішив організувати підготовку вчителів ТМ.
Спочатку підготовка проходила в Індії, у маленькому містечку Рішикеш, в тому місці, де Ганг, спускається з Гімалаїв. Це — місце, з якого починається паломництво багатьох індусів. Відразу за містом, на порослому лісом крутому пагорбі, Махаріші побудував ведичний центр («ашрам»). Там майбутні вчителі ТМ опановували майстерністю викладання. Перший набір склав близько тридцяти слухачів, але до 1960 їх число зросло до двохсот. Зіткнувшись зі зростаючою потребою в викладачів, він відкрив курси з підготовки в Європі, де він зміг забезпечити навчання тисячі і більше осіб.
До 1965 року Махаріши підготував в цілому близько десяти тисяч вчителів ТМ. І в 1960 році Махаріші дав своєї організації нове ім'я — Міжнародне товариство медитації.
У 1963 році Махаріши створив Міжнародне студентське товариство медитації, оскільки його діяльність викликала великий інтерес у студентських і молодіжних колах.
В той же час західні вчені почали проявляти великий інтерес до фізіологічних і психологічних ефектів ТМ, в результаті чого ТМ отримала визнання в наукових колах.
Це призвело до створення Міжнародного Університету Махаріши (MIU), в якому освіта заснована на Науці що творить Розуму (SCI), науці, яка інтегрує вивчення ТМ з традиційними академічними дисциплінами. Мета цієї нової науки — застосувати користь і переваги ТМ для процвітання всіх аспектів життя.
В середині 1965 число що навчалися ТМ в Америці склало 550'000 чоловік і більше одного мільйона в усьому світі, причому зростання склало 35'000 чоловік на місяць.
Величезний інтерес до ТМ характерний не тільки для Америки і Європи. ТМ навчаються майже в кожній країні світу, але найбільший інтерес був виявлений в самій Індії.
Сучасники про Махаріші.
Джерело: книга Пітера Рассела «Вища свідомість»
«Махаріші пропонував кожній людині можливість отримати повне знання природного закону завдяки передачам Відкритого Університету Махаріші. Цей світовий заочний університет транслює свої лекції за допомогою супутникового телебачення на 120 країн світу 21 мовою. Відкритий Університет Махаріші дає освіта, яка має за основу свідомость, яка, на відміну від існуючої дотепер системи освіти, дозволяє людині повністю використовувати потенціал свого мозку. Програми цього університету призначені як для студентів, так і для працюючих людей і пенсіонерів всіх країн; їх завдання — пожвавити якості чистого знання і нескінченної організуючої сили у свідомості людей, що послужить основою досконалості в особистому житті кожної людини в житті всієї країни — основою життя в гармонії на всій Землі.
Його Святість Махаріші Махеш Йогі широко визнаний як видатний вчений в області свідомості і найбільший в сучасному світі Гуру [учитель]. Махаріші відновив ведичну літературу, яка багато тисяч років існувала у розрізненому вигляді, і систематизував її у формі завершеною науки свідомості у всій повноті її теоретичної і практичної значущості.
Ведична наука і технологія Махаріши розкриває повний потенціал природного закону в свідомості людини як основу для поліпшення всіх сфер життя.
Трансцендентальна Медитація, суб'єктивна техніка Ведичної науки і технології Махаріші, є найпоширенішою і широко дослідженою програмою особистісного розвитку у світі.»

## Внесок Махаріші Махеш Йогі
Заснував програму Трансцендентальної Медитації і створив всесвітній Рух Духовного Відродження (1957).
Поклав початок досліджень в області свідомості і виклав теорію семи станів свідомості (1957—1967).
У 1968 до числа учнів Махаріші приєднались учасники легендарної групи The Beatles.
Створив нову науку — Науку Творчого Розуму — і підготував 2000 викладачів цієї науки (1972); в наш час[коли?] у світі налічується понад 40000 викладачів Науки Творчого Розуму.
Відкрив Конституцію всесвіту — живий потенціал природного закону — в Ріґведі і що структурують динамічні процеси Рік Веди у всій ведичної літератури (1975).
Відсвяткував Схід Епохи Просвітлення на основі відкриття Ефекту Махаріші (1975)
Створив всесвітній уряд Епохи просвітлення що має за основу свідомость і незламність Природного закону (1976)
Розробив програму ТМ-Сідхи і досвід вируючого блаженства Йогічного польоту для створення максимальної когерентності розуму і тіла індивідуальної свідомості і когерентності світового свідомості (1976).
Сформулював свою абсолютні теорії уряду, освіти, охорони здоров'я і оборони для сходу кожній області життя до досконалості (1977).
Розкрив Апаурушейа Бхашья — коментар до Рік-Веди, що описує її як структуру свідомості, яке породжує і увічнює сама себе (1980).
Систематизував ведичну літературу, що існувала багато століть у розрізненому вигляді, як літературу досконалою науки — Ведичної науки і технології Махаріші (1981).
Розкрив повний потенціал Аюрведи, Гандхарва-Веди, Дханур-Веди, Стхапатъя-Веди й Джйотиша для створення вільної від хвороб і проблем сім'ї народів(1985).
Сформулював Майстер План зі створення Раю на Землі для реконструкції всього світу як зсередини, так і зовні(1988).
Створив Вищу науку про політику, з введенням автоматизму в управлінні і надихнув на створення партії Природного закону в країнах світу(1992)
Урочисто проголосив Глобальний Рам Радж — Глобальне управління через Природний закон (1993)
Заснував Ведичні Університети Махаріши і університети Махаріши Аюрведи в усьому світі, щоб дати кожній людині шлях до оволодіння природним законом, назавжди встановити згоду життя з природним законом — досконалість у всіх галузях людської діяльності, і створити в кожній країні уряд, чинне з рівня природного закону, здатне запобігти виникнення будь-якої проблеми (1993—1994).
Відкрив, що Веда і ведична література повністю відображені у фізіології людини; це відкриття остаточно встановило повну єдність всього фізичного різноманітності світобудови, всіх наук і всіх релігій.
Це Схід Ведичної Цивілізації, цивілізації заснованої на чистому знанні і нескінченної організуючої сили Природного Закону, в якій ніхто не буде страждати, всі будуть насолоджуватися Славою Вічною Богам — Раєм на землі.